# Cave City (Kentucky)
Cave City és una població dels Estats Units a l'estat de Kentucky. Segons el cens del 2000 tenia 1.880 habitants.

## Demografia
Segons el cens del 2000, Cave City tenia 1.880 habitants, 844 habitatges, i 544 famílies. La densitat de població era de 168 habitants/km².
Dels 844 habitatges en un 26,1% hi vivien nens de menys de 18 anys, en un 47,7% hi vivien parelles casades, en un 12,9% dones solteres, i en un 35,5% no eren unitats familiars. En el 32,7% dels habitatges hi vivien persones soles el 17,9% de les quals corresponia a persones de 65 anys o més que vivien soles. El nombre mitjà de persones vivint en cada habitatge era de 2,23 i el nombre mitjà de persones que vivien en cada família era de 2,79.
Per edats la població es repartia de la següent manera: un 22,2% tenia menys de 18 anys, un 8,1% entre 18 i 24, un 26,1% entre 25 i 44, un 24,3% de 45 a 60 i un 19,3% 65 anys o més.
L'edat mediana era de 41 anys. Per cada 100 dones de 18 o més anys hi havia 84,6 homes.
La renda mediana per habitatge era de 22.257 $ i la renda mediana per família de 30.179 $. Els homes tenien una renda mediana de 28.098 $ mentre que les dones 20.214 $. La renda per capita de la població era de 15.346 $. Entorn del 18,6% de les famílies i el 23,2% de la població estaven per davall del llindar de pobresa.

## Poblacions més properes
El següent diagrama mostra les poblacions més properes.